# Cethegus barraba
Cethegus barraba är en spindelart som beskrevs av Raven 1984. Cethegus barraba ingår i släktet Cethegus och familjen Dipluridae.
Artens utbredningsområde är New South Wales. Inga underarter finns listade i Catalogue of Life.